# Studio 2054
Studio 2054 è un concerto della cantante britannica Dua Lipa, organizzato in supporto del suo secondo album in studio Future Nostalgia e trasmesso virtualmente in quattro sessioni di live streaming nella data del 27 novembre 2020. 
Dopo essere stata costretta a rinviare il Future Nostalgia Tour a causa della pandemia di COVID-19, la cantante organizzò un concerto in livestream per cantare dal vivo le canzoni dell'album. La data del concerto è il 27 novembre 2020 in streaming sulla piattaforma LiveNow. Dua Lipa invitò ad esibirsi artisti noti come Angèle, The Blessed Madonna, Miley Cyrus, Elton John, J Balvin, FKA Twigs e Kylie Minogue.
Studio 2054 è stato trasmesso dalla sede di Printworks di Londra in set personalizzati. Il concerto ha ricevuto recensioni generalmente positive, molte delle quali hanno elogiato la presenza scenica e le esibizioni di Dua. Alcuni, invece, hanno criticato i numerosi ospiti, in particolare Elton John. Lo spettacolo ha avuto una partecipazione di 5 milioni di persone, battendo il record di visualizzazioni per un evento in live streaming a pagamento.

## Scaletta[1]
1. Future Nostalgia
2. Levitating (contiene elementi di Work It e Future Nostalgia)
3. Pretty Please
4. Break My Heart (contiene elementi di I Feel Love)
5. Why Don't You Love Me (con FKA Twigs)
6. Physical [contiene elementi di New Rules (Initial Talk Remix)]
7. Club Future Nostalgia Medley (con The Blessed Madonna) [contiene elementi di Good in Bed (Zach Witness Remix), Boys Will Be Boys (Zach Witness Remix), Cool (Jayda G Remix), Cosmic Girl (Dimitri From Paris Dubwize), Hollaback Girl e Break My Heart (Moodymann Remix)]
8. Cool
9. New Rules (SG Lewis Remix) [contiene elementi di Pretty Please]

Prisoner (con Miley Cyrus) [video interludio, contiene elementi di Love Is Religion (The Blessed Madonna Remix)]
1. Un Día (One Day) [con J Balvin, Bad Bunny e Tainy]
2. Fever (con Angèle)
3. One Kiss
4. Real Groove (con Kylie Minogue) [Studio 2054 Remix]
5. Electricity (con Kylie Minogue)

Rocket Man (video interludio di Elton John, contiene elementi di Electricity)
1. Hallucinate (contiene elementi di Technologic, I <3 U So e Don't Start Now)
2. Don't Start Now [contiene elementi di Gimme! Gimme! Gimme! (A Man After Midnight)]

## Sinossi
Lo show è suddiviso in tre atti più un encore.
Lo spettacolo inizia con una voce robotica che pronuncia “Future Nostalgia” dopodiché viene rivelato il palco con il corpo di ballo in cerchio e Dua Lipa che, una volta entrata in scena, canta la versione estesa di Future Nostalgia. Per il primo atto la cantante si presenta con un abito bianco con lustrini e stivaletti bianchi. La seconda canzone è Levitating, introdotta da Work It di Missy Elliot, la cui esibizione si rifà molto a quella del video della versione con DaBaby. L’ultima esibizione del primo atto è sulle note di Pretty Please.
Appena Dua abbandona il palco inizia Break My Heart, introdotta dalla celebre I Feel Love di Donna Summer che dà il via al secondo atto dello show. L’esibizione è svolta attorno a dei cerchi luminosi. Subito dopo la fine della canzone viene inquadrata FKA Twigs che esegue passi tipici della pole dance, mentre lei e Dua cantano Why Don’t You Love Me, brano inedito mai rilasciato da nessuna delle due artiste. Dopo un breve stacco, in cui si può udire il remix di New Rules, Dua incontra la disc jockey The Blessed Madonna che fa partire Physical. L’esibizione è molto simile a quella del video workout. Dopodiché la DJ comincia a mixare alcuni remix provenienti dall’album Club Future Nostalgia. Cool è la penultima canzone dell’atto e mentre Dua canta i ballerini ballano su dei pattini a rotelle, riferimento ai balli tipici degli anni ‘70. Una serie di squilli telefonici introduce l’ultimo brano del secondo atto, ovvero New Rules, cantato e interpretato da Dua e dai suoi ballerini.
Ad un certo punto la cantante entra in una stanza in cui ci sono dei ragazzi che giocano a Fifa 21 con sottofondo Love Is Religion, tratta da Club Future Nostalgia, poi prende il telecomando della TV e cambia canale in cui ci sono lei e Miley Cyrus che cantano Prisoner. Finito il video vediamo Dua con reggipetto, semplici pantaloni neri e scarpe da ginnastica che canta Un Día (One Day) con J Balvin, Bad Bunny e Tainy sullo schermo della TV, introducendo il terzo atto dello show. Subito dopo entra in stanza Angèle e insieme cantano Fever, finita la canzone le due si spostano in una sala simile ad una discoteca, si salutano e Dua comincia a cantare One Kiss affiancata da un'altra DJ mentre il corpo di ballo simula un vero e proprio silent party. Finita la canzone entra in scena anche Kylie Minogue che, insieme a Dua, canta il remix di Real Groove, tratta dal suo ultimo album. Electricity è l’ultimo brano dell’atto e anch’esso viene cantato insieme a Kylie, poi Dua si butta nella mischia e balla con il resto dei ballerini fino alla fine della canzone. 
Per l’encore la scena si sposta verso il palco dell’inizio dello show con una luna piena sullo sfondo e qui appare in video Elton John che canta un suo vecchio successo, Rocket Man. Alla fine del video, la hit Technologic dei Daft Punk introduce la penultima canzone dello show, ovvero Hallucinate in cui la cantante si presenta con un abito attillato che lascia scoperte varie parti del corpo. L’esibizione di Hallucinate prende anch’essa spunto dai balli tipici anni ‘70 e ‘80, con i ballerini che hanno un look che si ispira a quello dei medesimi anni. L’ultima canzone dello show è Don’t Start Now in versione estesa in cui le coreografie sono pressoché identiche a quelle della futura esibizione ai BRIT Awards 2021 in cui Dua presenta un medley del suo ultimo album. Verso la fine di Don’t Sart Now vengono aggiunti alla canzone elementi di Gimme! Gimme! Gimme! (A Man After Midnight) degli ABBA e nel frattempo Dua gira per tutto il palco salutando le guest stars che si sono viste durante lo show e infine conclude lo spettacolo urlando “YES!”.